# Juan Alvacete
Juan Ignacio Alvacete (Mendoza, Argentina 12 de enero de 1991) es un futbolista argentino. Juega de lateral izquierdo o central y su equipo actual es Central Norte (S) de la Primera B Nacional de Argentina.

## Carrera
Empezó a jugar al fútbol en el Club Independiente Rivadavia de Mendoza.
Debutó en la Primera B Nacional el 4 de marzo de 2011 en el plantel de Independiente Rivadavia contra Club Atlético Gimnasia y Esgrima.
En el mercado de pases del 2012 despertó el interés de clubes como Estudiantes de La Plata, Universidad Católica y Club de Deportes Santiago Wanderers pero finalmente decidió quedarse en la "Lepra".
En 2013 fue contratado por Club Atlético Tigre donde debutó en la Primera División de Argentina, continuando su carrera profesional en los clubes Godoy Cruz Antonio Tomba, Instituto Atlético Central Córdoba, Club y Biblioteca Ramón Santamarina, Club Villa Dálmine, Club Deportivo Maipú, Club Atlético Central Norte (Salta),Club Atlético Chacarita Juniors.
En julio de 2023 fichó por Libertad Fútbol Club de la Serie A de Ecuador.

## Características
Juan es un jugador muy potente físicamente y de buen juego aéreo, su excelente capacidad aeróbica y técnica le permite desempeñarse por todo el carril izquierdo y como central.

## Clubes
Actualizado al último partido disputado el 26 de octubre de 2024.
| Club                    | País          | Año           | PJ  |
| ----------------------- | ------------- | ------------- | --- |
| Independiente Rivadavia | Argentina     | 2011-2013     | 59  |
| Tigre                   | Argentina     | 2013-2014     | 5   |
| Godoy Cruz              | Argentina     | 2014-2016     | 23  |
| Instituto               | Argentina     | 2016-2017     | 15  |
| Santamarina de Tandil   | Argentina     | 2017-2018     | 13  |
| Villa Dálmine           | Argentina     | 2018-2020     | 49  |
| Maipú                   | Argentina     | 2020-2021     | 11  |
| Central Norte (S)       | Argentina     | 2021-2022     | 28  |
| Chacarita Juniors       | Argentina     | 2022          | 23  |
| Defensores de Belgrano  | Argentina     | 2023          | 6   |
| Libertad F. C.          | Ecuador       | 2023-2024     | 34  |
| Total carrera           | Total carrera | Total carrera | 266 |